# Waterloodag

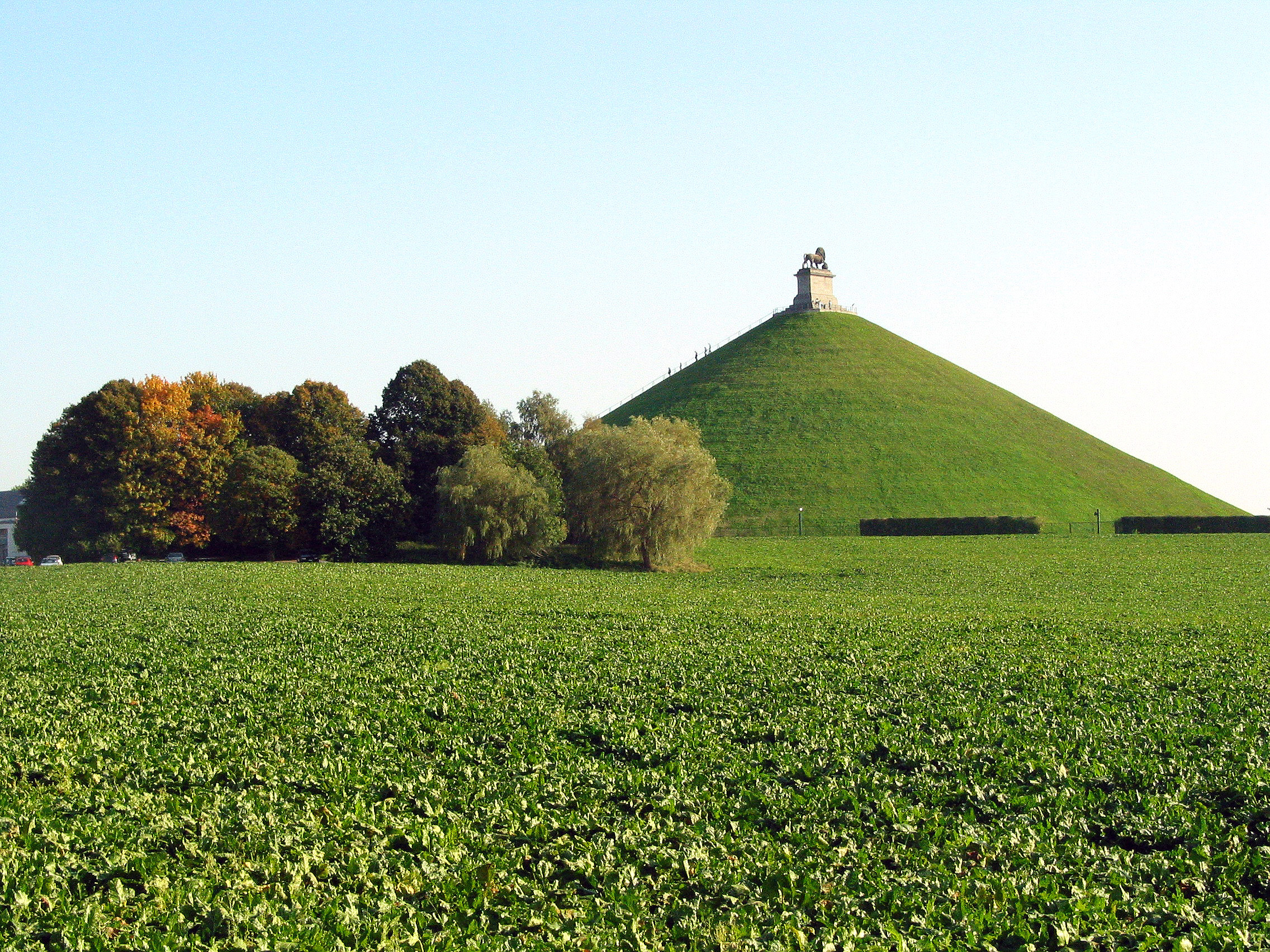
De heuvel met de leeuw bij Eigenbrakel, het herdenkingsmonument van de slag bij Waterloo

Waterloodag was in het Verenigd Koninkrijk der Nederlanden de vaderlandse feestdag waarop het einde van de Franse bezetting werd herdacht.

## Geschiedenis
Op 18 juni 1815 werden tijdens de slag bij Waterloo de legers van Napoleon definitief verslagen door de geallieerden onder leiding van de Hertog van Wellington. Dit gebeuren werd vanaf 1816 in een aantal landen herdacht. In het jonge koninkrijk van de verenigde Nederlanden had deze herdenking een nationaal karakter, want de koning besloot op 8 juni 1816 dat 18 juni voortaan een gedenkdag zou zijn. In alle kerken moest op die datum een uur worden stilgestaan bij de slag, waarna er allerlei activiteiten konden plaatsvinden. Van een nationale vrije dag was overigens geen sprake.
Gebruikelijk was om vanaf raadhuis en kerktoren de driekleur uit te steken. Verder bepaalden lokale gebruiken de feestelijkheden.
In Leeuwarden werden harddraverijen gehouden, waar het hoogtepunt de uitreiking van de gouden zweep en het gouden oorijzer was. Deze werden beschikbaar gesteld door koning Willem I en zijn opvolgers. 's Avonds was er vuurwerk op het Zaailand.
Waterloodag leefde in de noordelijke Nederlanden niet sterk onder het volk. De bevrijding had plaatsgevonden in november 1813, niet in juni 1815. Toch bleef het bevrijdingsfeest bestaan tot de Duitse aanval op Nederland in 1940 en de Achttiendaagse Veldtocht. Zo vond bijvoorbeeld de plechtige overbrenging van het graf van generaal Chassé naar zijn tombe in Ginneken plaats op Waterloodag 1907. Bekend is ook een van de eerste directe radio-uitzendingen naar Nederlands-Indië: op Waterloodag 1927 speelde de beiaardier Jacob Vincent op het carillon van het Paleis op de Dam Valerius en andere vaderlandse liederen.
Buiten de Benelux wordt deze gebeurtenis in Noorwegen en Engeland gevierd in militaire kringen.